# Strzelectwo na Letnich Igrzyskach Olimpijskich 1936 – karabin małokalibrowy leżąc, 50 m
Karabin małokalibrowy leżąc z 50 m był jedną z trzech konkurencji strzeleckich na Letnich Igrzyskach Olimpijskich 1936. Zawody odbyły się w dniu 8 sierpnia 1936 roku. Uczestniczyło w nich 66 zawodników z 25 państw.

## Wyniki
| Miejsce | Zawodnik                     | Wynik |
| ------- | ---------------------------- | ----- |
| 1       | Willy Røgeberg               | 300   |
| 2       | Ralph Berzsenyi              | 296   |
| 3       | Władysław Karaś              | 296   |
| 4       | Martin Gison                 | 296   |
| 5       | José Mello                   | 296   |
| 6       | Jacques Mazoyer              | 296   |
| 7       | Gustavo Huet                 | 296   |
| 8       | Bertil Rönnmark              | 295   |
| 8       | Mario Zorzi                  | 295   |
| 8       | Bruno Frietsch               | 295   |
| 8       | Vilhelm Johansen             | 295   |
| 8       | Zoltán Soós-Ruszka Hradetzky | 295   |
| 13      | Álvaro García                | 294   |
| 13      | Tibor Tarits                 | 294   |
| 15      | Erland Koch                  | 293   |
| 15      | Raymond Durand               | 293   |
| 15      | Olavi Elo                    | 293   |
| 15      | Eduardo Santos               | 293   |
| 15      | Erik Sætter-Lassen           | 293   |
| 15      | Mihai Ionescu-Călinești      | 293   |
| 15      | Marcel Fitoussi              | 293   |
| 15      | Viljo Leskinen               | 293   |
| 23      | Antônio Guimarães            | 292   |
| 23      | Carlos Queiroz               | 292   |
| 23      | Mauritz Amundsen             | 292   |
| 23      | Johann Schulz                | 292   |
| 23      | Carlo Varetto                | 292   |
| 23      | Hakon Aasnæs                 | 292   |
| 23      | Konstandinos Ludaros         | 292   |
| 23      | Erich Hotopf                 | 292   |
| 23      | Atanasios Arawositas         | 292   |
| 32      | Otoniel Gonzaga              | 291   |
| 32      | Karl August Larsson          | 291   |
| 32      | Rūdolfs Baumanis             | 291   |
| 32      | Theodor Janisch              | 291   |
| 36      | Michel Ravarino              | 290   |
| 36      | František Čermák             | 290   |
| 36      | Lodovico Nulli               | 290   |
| 36      | Julius Hansen                | 290   |
| 40      | Gheorghe Mirea               | 289   |
| 40      | Alois Navratil               | 289   |
| 40      | Jan Wrzosek                  | 289   |
| 40      | Jacques Lafortune            | 289   |
| 44      | Jeorjos Wichos               | 288   |
| 44      | Augustin Hilty               | 288   |
| 44      | Antonio García               | 288   |
| 44      | Antoni Pachla                | 288   |
| 44      | Guillermo Canciani           | 288   |
| 44      | Arran Hoffmann               | 288   |
| 44      | Jaroslav Mach                | 288   |
| 51      | Manoel Braga                 | 287   |
| 51      | Jan Hendrik Brussaard        | 287   |
| 51      | Jorge Patiño                 | 287   |
| 51      | Christiaan Both              | 287   |
| 55      | Paul Van Asbroeck            | 285   |
| 55      | Marcel Lafortune             | 285   |
| 57      | Roger Abel                   | 284   |
| 58      | Boris Christow               | 283   |
| 58      | Francisco António Real       | 283   |
| 60      | Tieleman Vuurman             | 282   |
| 61      | Alfred Hämmerle              | 281   |
| 61      | Rudolf Senti                 | 281   |
| 63      | Rudolf Jehle                 | 280   |
| 64      | Eduard Grand                 | 279   |
| 65      | Pierre Marsan                | 275   |
| DNF     | František Pokorný            | –     |